# Josep Maria Planes
Josep Maria Planes i Martí (Manresa, 31 de enero de 1907-Barcelona, 24 de agosto de 1936) fue un periodista español, uno de los primeros impulsores del periodismo de investigación en Cataluña. También escribió y estrenó obras y traducciones de teatro. Fue asesinado por milicianos anarquistas de la Federación Anarquista Ibérica (FAI) a las pocas semanas de iniciarse la Guerra Civil.

## Biografía
Empezó su carrera periodística en publicaciones locales, trasladándose a vivir en 1926 a Barcelona. Comenzó escribiendo en castellano en La Noche. Posteriormente, a partir de 1929, pasó a La Nau, Mirador y La Publicitat, entre otras publicaciones. Fue creador y director de la histórica revista satírica El Be Negre durante toda su corta trayectoria (1931-1936). También creó y dirigió Imatges en 1931, que solo salió a la calle durante 25 números.
Su lenguaje denota una clara preocupación para que el lector lo entienda. Sus obras más destacadas son las dos recopilaciones de crónicas de  Nits de Barcelona y Gàngsters de Barcelona, una serie de artículos en los que denunciaba las conexiones de la FAI y el anarquismo catalán con el pistolerismo y la delincuencia común; así como la actividad coercitiva de los matones de Estat Català, bajo las órdenes de Miquel Badia. Desde las páginas de El Be Negre escribió un comprometido artículo en el que denunciaba que la FAI estaba tras el asesinato de los hermanos Josep y Miquel Badia.
El 19 de julio de 1936 escribió en La Publicitat su último artículo (Nit de vetlla), en el que condenaba la frustrada sublevación militar y terminaba así:

Los enemigos de la República son nuestros enemigos. No los enemigos solamente de las izquierdas: los enemigos de todos los catalanes.

Quien en estas horas graves no esté de una manera decidida junto a la Generalitat, es un traidor. Un traidor al cual le exigiremos cuentas. Ahora más que nunca, ¡viva Cataluña! ¡viva la República!

Planes, amenazado de muerte desde antes de la sublevación por la FAI debido a sus artículos sobre el anarquismo catalán y el asesinato de los hermanos Badia, se escondió. Sin embargo, en plena convulsión revolucionaria en Cataluña, el 24 de agosto de 1936, un piquete de anarquistas de la FAI lo encontró en el piso de Barcelona donde se hallaba escondido, en la calle Muntaner, lo detuvo y lo llevó a las afueras de la ciudad, a la carretera de la Arrabassada, donde lo asesinó con siete disparos de pistola en la cabeza.

## Obra dramática

### Traducciones
- El faquir Bengapur, original de Eulton Cursler y Lowel Brantano. Estrenada en el Teatro Romea el 11 de diciembre de 1929.
- El crit del carrer, original de Raymond Massy. Estrenada en el Teatro Romea el 12 de febrero de 1932.

### Originales
- L'home que s'havia de morir, estrenada en el Teatro Novedades el 4 de abril de 1930.
- Qui l'ha vist i qui el veu, estrenada en el Teatro Novedades el 6 de diciembre de 1930.
- Un dinar fred, estrenada en el Teatro Novedades el 8 de marzo de 1932.
- Amor, estrenada en el Teatro Romea, el 7 de enero de 1933.